# Rode kardinaalbaars
De rode kardinaalbaars (Apogon imberbis) is een straalvinnige vissensoort uit de familie van de kardinaalbaarzen (Apogonidae). De wetenschappelijke naam van de soort werd als Mullus imberbis in 1758 gepubliceerd door Carl Linnaeus.